# Премия Андрея Белого
Премия Андрея Белого — литературная премия в СССР и современной России. Первая неподцензурная премия в советский период.

## История премии
Учреждена в 1978 году редакцией ленинградского самиздатского литературного журнала «Часы». В круг учредителей премии входили Борис Иванов, Борис Останин, Аркадий Драгомощенко и Виктор Кривулин.
Премия получила название в честь русского поэта и писателя Андрея Белого и присуждалась соответственно по трём номинациям: в русской поэзии, в прозе, в гуманитарных исследованиях. Материальное содержание премии составляло один рубль, бутылку водки (в просторечии водку, как известно, часто называли «белой») и яблоко в качестве закуски.
Несмотря на определённый игровой элемент, Премия Андрея Белого уже в первое десятилетие своего существования стала заметным явлением литературной жизни: её были удостоены такие авторы, как прозаики Андрей Битов, Саша Соколов, Евгений Харитонов, поэты Геннадий Айги, Ольга Седакова, Елена Шварц, исследователи Борис Гройс, Михаил Эпштейн, Владимир Малявин.
После некоторой паузы в начале 1990-х годов, с 1997 года премия обрела второе дыхание, прибавила себе четвёртую номинацию — «За заслуги перед литературой» — и присуждается регулярно. Среди лауреатов 2000-х годов можно отметить такие значительные фигуры, как Михаил Гаспаров, Владимир Топоров, Виктор Соснора, Владимир Сорокин, Александр Лавров, Борис Дубин, Александр Гольдштейн, Всеволод Некрасов, Наталия Автономова и др. В то же время в число лауреатов вошли и сравнительно молодые авторы (Маргарита Меклина, Сергей Круглов, Михаил Гронас, Ярослав Могутин), и авторы, интенсивно работавшие в литературе несколькими десятилетиями ранее, но именно в 2000-е годы попавшие в фокус профессионального внимания (Елизавета Мнацаканова, Василий Филиппов).
В 2009 году члены Комитета премии Борис Дубин, Дмитрий Кузьмин, Виктор Лапицкий, Глеб Морев опубликовали заявление о том, что они ограничивают полномочия основателей премии Бориса Иванова и Бориса Останина номинацией «За заслуги перед литературой» ввиду их «глубокой оторванности от её сегодняшнего состояния русской литературы». В ответ критик Вячеслав Курицын выступил с заявлением, что акция четырёх «выполнена в модном жанре рейдерского захвата». В результате достигнутого компромисса Иванов и Останин сохранили полномочия членов комитета, а Кузьмин и Лапицкий из него вышли. В 2010 году в состав Комитета вошли поэт Михаил Айзенберг и эссеист Александр Секацкий.
В 2014 году основатели премии Борис Останин и Борис Иванов распустили жюри и сформировали новое, в которое вошли в том числе несколько лауреатов премии прошлых лет.. Члены старого жюри, в свою очередь, выступили с заявлением, в котором высказали своё мнение о том, что Премия Андрея Белого в прежнем виде прекратила своё существование, и объявили о том, что рассматривают возможность создания альтернативной премии. 24 сентября 2014 года обновлённая Премия Андрея Белого обнародовала очередной шорт-лист.

## Отзывы о премии
По мнению поэта и критика Григория Дашевского,

С момента своего учреждения в 1978 году премия всегда выполняла разделительную функцию, но в разные периоды она прокладывала разные границы. 

 В 1970-х — начале 1980-х годов премия проводила черту между официальной и независимой литературами и избавляла независимую литературу от грозившей ей подпольности, поскольку любая премия (пусть даже её материальный эквивалент — сакраментальные яблоко, бутылка, рубль) — это всегда направленный на лауреата свет, антиподпольный по определению. 

 Возобновлённая в 1997 году, праздничному терапевтическому беспамятству постмодернизма премия противопоставила память о катастрофах, а всеобщему упрощению — утончённую сложность.

Критик Вадим Левенталь отмечает:

Походы к самым границам словесности, тяжёлые разработки золотоносной жилы нового языка не оплачиваются бешеными гонорарами и, за редким исключением, не чреваты славой. Тем большая честь первопроходцам. Тем большее уважение премии Андрея Белого, которая приглашает нас присмотреться к тому, как искрится в этих текстах золото нового языка.

В то же время Вячеслав Курицын в 2008 году заявил, что, хотя «свой авторитет премия Белого заслужила именно умением углядеть новое в новом, награждениями грядущих, а не состоявшихся классиков», в последние годы имена лауреатов «всё чаще вызывали недоумение», поскольку награждались они за прежние заслуги. Возражая Курицыну, член комитета Премии Дмитрий Кузьмин охарактеризовал политику премии как постоянное балансирование между авторами с давно сложившейся репутацией и новейшими литературными открытиями, а саму премию — как «настолько объединительную и инклюзивную, насколько это было возможно для конкретных людей в конкретную эпоху, и далее всегда стремившуюся играть максимально широко по всему полю».

## Лауреаты премии по годам
| Год  | Поэзия                              | Проза                                 | Гуманитарные исследования              | За заслуги перед литературой                                                                        | Литературные проекты/Критика                                                      | Перевод                        |
| ---- | ----------------------------------- | ------------------------------------- | -------------------------------------- | --------------------------------------------------------------------------------------------------- | --------------------------------------------------------------------------------- | ------------------------------ |
| 1978 | Виктор Кривулин                     | Аркадий Драгомощенко                  | Борис Гройс                            | —                                                                                                   | —                                                                                 | —                              |
| 1979 | Елена Шварц                         | Борис Кудряков                        | Евгений Шифферс                        | —                                                                                                   | —                                                                                 | —                              |
| 1980 | Владимир Алейников                  | Борис Дышленко                        | Юрий Новиков                           | —                                                                                                   | —                                                                                 | —                              |
| 1981 | Александр Миронов                   | Саша Соколов, Евгений Харитонов       | Ефим Барбан                            | —                                                                                                   | —                                                                                 | —                              |
| 1982 | —                                   | —                                     | —                                      | —                                                                                                   | —                                                                                 | —                              |
| 1983 | Ольга Седакова                      | Тамара Корвин                         | Борис Иванов                           | —                                                                                                   | —                                                                                 | —                              |
| 1984 | —                                   | —                                     | —                                      | —                                                                                                   | —                                                                                 | —                              |
| 1985 | —                                   | Василий И. Аксёнов                    | —                                      | —                                                                                                   | —                                                                                 | —                              |
| 1986 | Алексей Парщиков                    | Леон Богданов                         | Владимир Эрль                          | —                                                                                                   | —                                                                                 | —                              |
| 1987 | Геннадий Айги                       | —                                     | —                                      | —                                                                                                   | —                                                                                 | —                              |
| 1988 | Иван Жданов                         | Андрей Битов                          | Владимир Малявин                       | —                                                                                                   | —                                                                                 | —                              |
| 1989 | —                                   | —                                     | —                                      | —                                                                                                   | —                                                                                 | —                              |
| 1990 | —                                   | —                                     | —                                      | —                                                                                                   | —                                                                                 | —                              |
| 1991 | Александр Горнон                    | Юрий Мамлеев                          | Михаил Эпштейн                         | —                                                                                                   | —                                                                                 | —                              |
| 1992 | —                                   | —                                     | —                                      | —                                                                                                   | —                                                                                 | —                              |
| 1993 | —                                   | —                                     | —                                      | —                                                                                                   | —                                                                                 | —                              |
| 1994 | Шамшад Абдуллаев                    | —                                     | —                                      | —                                                                                                   | —                                                                                 | —                              |
| 1995 | —                                   | —                                     | —                                      | —                                                                                                   | —                                                                                 | —                              |
| 1996 | —                                   | —                                     | —                                      | —                                                                                                   | —                                                                                 | —                              |
| 1997 | Виктор Летцев                       | Юлия Кокошко                          | Андрей Крусанов                        | Константин Кузьминский                                                                              | —                                                                                 | —                              |
| 1998 | Михаил Ерёмин                       | Василий Кондратьев                    | Константин Мамаев                      | Ры Никонова, Сергей Сигей                                                                           | —                                                                                 | —                              |
| 1999 | Елена Фанайлова                     | Михаил Гаспаров                       | Лев Рубинштейн                         | Дмитрий Волчек                                                                                      | —                                                                                 | —                              |
| 2000 | Ярослав Могутин                     | Александр Пятигорский                 | Игорь Смирнов                          | Виктор Лапицкий                                                                                     | —                                                                                 | —                              |
| 2001 | Василий Филиппов                    | Андрей Левкин                         | Валерий Подорога                       | Владимир Сорокин                                                                                    | —                                                                                 | —                              |
| 2002 | Михаил Гронас                       | Эдуард Лимонов                        | Вардан Айрапетян, Лена Силард          | Дмитрий Кузьмин                                                                                     | —                                                                                 | —                              |
| 2003 | Михаил Айзенберг                    | Маргарита Меклина                     | Владимир Топоров                       | Андрей Монастырский                                                                                 | —                                                                                 | —                              |
| 2004 | Елизавета Мнацаканова               | Сергей Спирихин                       | Михаил Ямпольский                      | Виктор Соснора                                                                                      | —                                                                                 | —                              |
| 2005 | Мария Степанова                     | Юрий Лейдерман                        | Борис Дубин                            | Вячеслав Курицын                                                                                    | —                                                                                 | —                              |
| 2006 | Александр Скидан                    | Александр Гольдштейн                  | Роман Тименчик                         | Ирина Прохорова                                                                                     | —                                                                                 | —                              |
| 2007 | Алексей П. Цветков                  | Александр Ильянен                     | Олег Аронсон                           | Всеволод Некрасов                                                                                   | —                                                                                 | —                              |
| 2008 | Владимир Аристов, Сергей Круглов    | Александр Секацкий                    | Александр Лавров                       | Марк Белорусец, Татьяна Баскакова                                                                   | —                                                                                 | —                              |
| 2009 | Николай Кононов                     | Анатолий Барзах (от премии отказался) | Наталия Автономова                     | —                                                                                                   | Александр Уланов                                                                  | Александр Черноглазов          |
| 2010 | Сергей Стратановский                | Анатолий Гаврилов                     | Людмила Зубова                         | —                                                                                                   | Сергей Кудрявцев, Евгений Кольчужкин                                              | Алёша Прокопьев                |
| 2011 | Андрей Поляков                      | Николай Байтов                        | Дмитрий Замятин, Елена Петровская      | —                                                                                                   | Юлия Валиева                                                                      | Григорий Дашевский             |
| 2012 | Василий Ломакин                     | Марианна Гейде, Виктор Іванів         | Аркадий Ипполитов                      | Анри Волохонский                                                                                    | Павел Арсеньев                                                                    | Юрий Чайников                  |
| 2013 | Анна Глазова                        | Денис Осокин                          | Ирина Сандомирская                     | Иван Ахметьев                                                                                       | Кирилл Корчагин                                                                   | Марк Гринберг                  |
| 2014 | Кирилл Медведев, Ирина Шостаковская | Алексей В. Цветков                    | Игорь Чубаров                          | Паоло Гальваньи                                                                                     | Дмитрий Бавильский, Игорь Гулин                                                   | Наталия Азарова                |
| 2015 | Василий Бородин, Сергей Завьялов    | Полина Барскова                       | Илья Кукулин                           | Антуан Володин                                                                                      | Ирина Кравцова                                                                    | —                              |
| 2016 | Леонид Шваб                         | Александра Петрова                    | Михаил Куртов                          | Борис Останин                                                                                       | Александр Геллер, Антон Тарасюк (литературные проекты); Алексей Конаков (критика) | Дмитрий Воробьёв               |
| 2017 | Станислав Львовский                 | Виктор Пелевин                        | Илья Будрайтскис, Вадим Руднев         | Глеб Морев (от премии отказался)                                                                    | Виталий Кальпиди                                                                  | —                              |
| 2018 | Андрей Сен-Сеньков                  | Павел Пепперштейн                     | Феликс Сандалов                        | Яан Каплинский                                                                                      | Валерий Шубинский                                                                 | Сергей Морейно                 |
| 2019 | Андрей Тавров, Алла Горбунова       | Дмитрий Данилов                       | Елена Михайлик                         | Марк Липовецкий                                                                                     | Виталий Лехциер                                                                   | —                              |
| 2020 | Таня Скарынкина                     | Дмитрий Гаричев                       | Артемий Магун                          | Вадим Назаров                                                                                       | Проект «Ф-письмо» (от премии отказались); Александр Чанцев (критика)              | Елена Баевская, Шаши Мартынова |
| 2021 | Полина Андрукович, Виталий Пуханов  | Роман Михайлов                        | Настасья Хрущёва                       | Борис Гребенщиков                                                                                   | Журнал «Носорог»; Лев Оборин (критика)                                            | Анастасия Грызунова            |
| 2022 | —                                   | —                                     | —                                      | Игорь Булатовский Анна Герасимова, Борис Констриктор, Илья Кукуй, Зорислав Паункович, Аза Тахо-Годи | —                                                                                 | —                              |
| 2023 | Данила Давыдов                      | Илья Долгов                           | Надежда Плунгян                        | Татьяна Никольская                                                                                  | Михаил Бордуновский и проект «Флаги»                                              | —                              |
| 2024 | Пётр Чейгин                         | Наталья Явлюхина                      | Екатерина Андреева, Александр Степанов | Герман Лукомников, Корнелия Ичин («иностранная» номинация)                                          | Анна Сафронова и Алексей Александров (журнал «Волга»)                             | Владимир Емельянов             |

## Сводные издания
- Премия Андрея Белого: 1978—2004: Антология / Сост. Б. Останин. — М.: Новое литературное обозрение, 2005.
- Премия Андрея Белого (2005—2006): Альманах / [Сост. Б. Останин]. — СПб.: Амфора, 2007.
- Премия Андрея Белого (2007—2008): Альманах / [Сост. Б. Останин]. — СПб.: Амфора, 2011.
- Премия Андрея Белого (2009—2010): Альманах / [Сост. Б. Останин]. — СПб.: Амфора, ТИД Амфора, 2011.
- Премия Андрея Белого (2011—2012): Альманах / [Сост. Б. Останин]. — СПб.: Гельветика, 2016.